# القدم (حبيش)

تعديل مصدري - تعديل

القدم محلة تابعة لقرية فضاى، التابعة لعزلة شباع بمديرية حبيش إحدى مديريات محافظة إب في الجمهورية اليمنية، بلغ تعداد سكانها 515 حسب تعداد اليمن لعام 2004.